# Campeonato Mundial de Corfebol de 2007
O Campeonato Mundial de Corfebol de 2007 foi a oitava edição da competição, realizada em Brno, República Tcheca entre os dias 1 e 10 de Novembro. Participaram da competição, ao todo, 16 equipes.
As oito melhores equipes classificadas no mundial ganharam o direito de disputar as Jogos Mundiais de 2009 em Kaohsiung, China Taipei.
Durante o torneio foi disputado também o European Bowl, um jogo final entre os campeões da conferência oeste e leste europeia, válido pelo Campeonato Europeu série "B". O jogo foi entre País de Gales, campeão da divisão oeste, e Eslováquia, campeã da leste. O vencedor da final foi a Eslováquia, que derrotou os galeses pelo placar de 14 a 6.

## Equipes
| Grupo A | Grupo A       |
| ------- | ------------- |
|         | Países Baixos |
|         | Portugal      |
|         | Catalunha     |
|         | China         |

| Grupo B | Grupo B       |
| ------- | ------------- |
|         | Bélgica       |
|         | Austrália     |
|         | África do Sul |
|         | Polônia       |

| Grupo C | Grupo C    |
| ------- | ---------- |
|         | Chéquia    |
|         | Inglaterra |
|         | Hungria    |
|         | Índia      |

| Grupo D | Grupo D        |
| ------- | -------------- |
|         | China Taipei   |
|         | Alemanha       |
|         | Rússia         |
|         | Estados Unidos |

## Tabela
Legenda
| P = Pontos J = Jogos V = Vitórias (3 pontos) v = Vitórias na prorrogação/penalties (2 pontos) d = Derrotas na prorrogação/penalties (1 ponto) D = Derrotas |  | km = Korfs marcados KS = Korfs sofridos S = Saldo de korfs GO = partida terminada com "gol de ouro" |  |  |

| Grupo A       | P | J | V | v | d | D | km  | KS | S   |
| ------------- | - | - | - | - | - | - | --- | -- | --- |
| Países Baixos | 9 | 3 | 3 | 0 | 0 | 0 | 101 | 31 | +70 |
| Portugal      | 6 | 3 | 2 | 0 | 0 | 1 | 59  | 47 | +12 |
| Catalunha     | 3 | 3 | 1 | 0 | 0 | 2 | 44  | 57 | -13 |
| China         | 0 | 3 | 0 | 0 | 0 | 3 | 28  | 97 | -69 |

| 1 de Novembro de 2007 15:30 |          |           |      |
| Países Baixos               | 29-11    | Catalunha | Brno |
|                             | Detalhes |           | Brno |

| 1 de Novembro de 2007 17:15 |          |       |      |
| Portugal                    | 32-7     | China | Brno |
|                             | Detalhes |       | Brno |

| 2 de Novembro de 2007 15:45 |          |       |      |
| Catalunha                   | 23-11    | China | Brno |
|                             | Detalhes |       | Brno |

| 2 de Novembro, 2007 17:30 |          |          |      |
| Países Baixos             | 30-10    | Portugal | Brno |
|                           | Detalhes |          | Brno |

| 3 de Novembro de 2007 14:00 |          |       |      |
| Países Baixos               | 42-10    | China | Brno |
|                             | Detalhes |       | Brno |

| 3 de Novembro de 2007 15:45 |          |           |      |
| Portugal                    | 17-10    | Catalunha | Brno |
|                             | Detalhes |           | Brno |

| Grupo B       | P | J | V | v | d | D | km | KS | S   |
| ------------- | - | - | - | - | - | - | -- | -- | --- |
| Bélgica       | 9 | 3 | 3 | 0 | 0 | 0 | 92 | 18 | +74 |
| Austrália     | 3 | 3 | 1 | 0 | 0 | 2 | 40 | 63 | -23 |
| Polônia       | 3 | 3 | 1 | 0 | 0 | 2 | 38 | 62 | -24 |
| África do Sul | 3 | 3 | 1 | 0 | 0 | 2 | 42 | 69 | -27 |

| 1 de Novembro de 2007 15:45 |          |               |      |
| Bélgica                     | 32-7     | África do Sul | Brno |
|                             | Detalhes |               | Brno |

| 1 de Novembro de 2007 17:30 |          |         |      |
| Austrália                   | 12-18    | Polônia | Brno |
|                             | Detalhes |         | Brno |

| 2 de Novembro de 2007 14:00 |          |         |      |
| África do Sul               | 22-15    | Polônia | Brno |
|                             | Detalhes |         | Brno |

| 2 de Novembro de 2007 19:15 |          |           |      |
| Bélgica                     | 32-6     | Austrália | Brno |
|                             | Detalhes |           | Brno |

| 3 de Novembro de 2007 15:45 |          |         |      |
| Bélgica                     | 28-5     | Polônia | Brno |
|                             | Detalhes |         | Brno |

| 3 de Novembro de 2007 19:15 |          |               |      |
| Austrália                   | 22-13    | África do Sul | Brno |
|                             | Detalhes |               | Brno |

| Grupo C    | P | J | V | v | d | D | km | KS | S   |
| ---------- | - | - | - | - | - | - | -- | -- | --- |
| Chéquia    | 8 | 3 | 2 | 1 | 0 | 0 | 50 | 38 | +12 |
| Inglaterra | 7 | 3 | 2 | 0 | 1 | 0 | 38 | 31 | +7  |
| Hungria    | 3 | 3 | 1 | 0 | 0 | 2 | 38 | 28 | +10 |
| Índia      | 0 | 3 | 0 | 0 | 0 | 3 | 34 | 63 | -29 |

| 1 de Novembro de 2007 14:00 |          |       |      |
| Inglaterra                  | 20-13    | Índia | Brno |
|                             | Detalhes |       | Brno |

| 1 de Novembro de 2007 20:15 |          |         |      |
| Chéquia                     | 14-13    | Hungria | Brno |
|                             | Detalhes |         | Brno |

| 2 de Novembro de 2007 15:45 |          |       |      |
| Hungria                     | 19-7     | Índia | Brno |
|                             | Detalhes |       | Brno |

| 2 de Novembro de 2007 17:30 |            |            |      |
| Chéquia                     | 12-11 (GO) | Inglaterra | Brno |
|                             | Detalhes   |            | Brno |

| 3 de Novembro de 2007 14:00 |          |         |      |
| Inglaterra                  | 7-6      | Hungria | Brno |
|                             | Detalhes |         | Brno |

| 3 de Novembro de 2007 17:30 |          |       |      |
| Chéquia                     | 24-14    | Índia | Brno |
|                             | Detalhes |       | Brno |

| Grupo D        | P | J | V | v | d | D | km | KS | S   |
| -------------- | - | - | - | - | - | - | -- | -- | --- |
| China Taipei   | 9 | 3 | 3 | 0 | 0 | 0 | 68 | 44 | +24 |
| Rússia         | 6 | 3 | 2 | 0 | 0 | 1 | 48 | 41 | +7  |
| Alemanha       | 3 | 3 | 1 | 0 | 0 | 2 | 52 | 44 | +8  |
| Estados Unidos | 0 | 3 | 0 | 0 | 0 | 3 | 31 | 70 | -39 |

| 1 de Novembro de 2007 12:00 |          |        |      |
| China Taipei                | 20-16    | Rússia | Brno |
|                             | Detalhes |        | Brno |

| 1 de Novembro de 2007 13:45 |          |                |      |
| Alemanha                    | 24-10    | Estados Unidos | Brno |
|                             | Detalhes |                | Brno |

| 2 de Novembro de 2007 14:00 |          |                |      |
| Rússia                      | 19-9     | Estados Unidos | Brno |
|                             | Detalhes |                | Brno |

| 2 de Novembro, 2007 19:15 |          |          |      |
| China Taipei              | 21-16    | Alemanha | Brno |
|                           | Detalhes |          | Brno |

| 3 de Novembro de 2007 17:30 |          |                |      |
| China Taipei                | 27-12    | Estados Unidos | Brno |
|                             | Detalhes |                | Brno |

| 3 de Novembro de 2007 19:15 |          |        |      |
| Alemanha                    | 12-13    | Rússia | Brno |
|                             | Detalhes |        | Brno |

## Segunda fase

### Decisão do título
Se classificam para a segunda fase os dois primeiros de cada grupo.
| Grupo E       | P | J | V | v | d | D | km | KS | S   |
| ------------- | - | - | - | - | - | - | -- | -- | --- |
| Países Baixos | 9 | 3 | 3 | 0 | 0 | 0 | 88 | 25 | +63 |
| Portugal      | 6 | 3 | 2 | 0 | 0 | 1 | 41 | 57 | -16 |
| China Taipei  | 3 | 3 | 1 | 0 | 0 | 2 | 44 | 61 | -17 |
| Rússia        | 0 | 3 | 0 | 0 | 0 | 3 | 34 | 64 | -30 |

| 5 de Novembro de 2007 17:30 |          |        |      |
| Países Baixos               | 30-6     | Rússia | Brno |
|                             | Detalhes |        | Brno |

| 5 de Novembro de 2007 19:15 |          |              |      |
| Portugal                    | 17-15    | China Taipei | Brno |
|                             | Detalhes |              | Brno |

| 6 de Novembro de 2007 17:30 |          |        |      |
| Portugal                    | 14-12    | Rússia | Brno |
|                             | Detalhes |        | Brno |

| 6 de Novembro 2007 19:15 |          |              |      |
| Países Baixos            | 28-9     | China Taipei | Brno |
|                          | Detalhes |              | Brno |

| Grupo F    | P | J | V | v | d | D | km | KS | S   |
| ---------- | - | - | - | - | - | - | -- | -- | --- |
| Bélgica    | 9 | 3 | 3 | 0 | 0 | 0 | 69 | 28 | +41 |
| Chéquia    | 5 | 3 | 1 | 1 | 0 | 1 | 42 | 43 | -1  |
| Inglaterra | 3 | 3 | 0 | 1 | 1 | 1 | 34 | 38 | -4  |
| Austrália  | 1 | 3 | 0 | 0 | 1 | 2 | 27 | 63 | -36 |

| 5 de Novembro, 2007 17:30 |          |            |      |
| Bélgica                   | 14-10    | Inglaterra | Brno |
|                           | Detalhes |            | Brno |

| 5 de Novembro de 2007 19:15 |          |         |      |
| Austrália                   | 9-18     | Chéquia | Brno |
|                             | Detalhes |         | Brno |

| 6 de Novembro de 2007 17:30 |            |            |      |
| Austrália                   | 12-13 (GO) | Inglaterra | Brno |
|                             | Detalhes   |            | Brno |

| 6 de Novembro de 2007 19:15 |          |         |      |
| Bélgica                     | 23-12    | Chéquia | Brno |
|                             | Detalhes |         | Brno |

### Decisão do 8º-16° lugar
Classificam-se para a decisão do 8º lugar os dois últimos de cada grupo.
| Grupo G        | P | J | V | v | d | D | km | KS | S   |
| -------------- | - | - | - | - | - | - | -- | -- | --- |
| Catalunha      | 9 | 3 | 3 | 0 | 0 | 0 | 50 | 23 | +27 |
| Alemanha       | 6 | 3 | 2 | 0 | 0 | 1 | 52 | 32 | +20 |
| China          | 3 | 3 | 1 | 0 | 0 | 2 | 36 | 53 | -17 |
| Estados Unidos | 0 | 3 | 0 | 0 | 0 | 3 | 24 | 54 | -30 |

| 5 de Novembro de 2007 14:00 |          |                |      |
| Catalunha                   | 14-1     | Estados Unidos | Brno |
|                             | Detalhes |                | Brno |

| 5 de Novembro de 2007 15:45 |          |          |      |
| China                       | 9-17     | Alemanha | Brno |
|                             | Detalhes |          | Brno |

| 6 de Novembro de 2007 14:00 |          |                |      |
| China                       | 16-13    | Estados Unidos | Brno |
|                             | Detalhes |                | Brno |

| 6 de Novembro de 2007 15:45 |          |          |      |
| Catalunha                   | 13-11    | Alemanha | Brno |
|                             | Detalhes |          | Brno |

| Grupo H       | P | J | V | v | d | D | km | KS | S   |
| ------------- | - | - | - | - | - | - | -- | -- | --- |
| Hungria       | 9 | 3 | 3 | 0 | 0 | 0 | 55 | 25 | +30 |
| Índia         | 5 | 3 | 1 | 1 | 0 | 1 | 50 | 54 | -4  |
| África do Sul | 3 | 1 | 1 | 0 | 0 | 2 | 51 | 63 | -12 |
| Polônia       | 1 | 3 | 0 | 0 | 1 | 2 | 39 | 53 | -14 |

| 5 de Novembro de 2007 14:00 |            |       |      |
| Polônia                     | 16-17 (GO) | Índia | Brno |
|                             | Detalhes   |       | Brno |

| 5 de Novembro de 2007 15:45 |          |         |      |
| África do Sul               | 10-22    | Hungria | Brno |
|                             | Detalhes |         | Brno |

| 6 de Novembro de 2007 14:00 |          |       |      |
| África do Sul               | 19-26    | Índia | Brno |
|                             | Detalhes |       | Brno |

| 6 de Novembro de 2007 15:45 |          |         |      |
| Polônia                     | 8-14     | Hungria | Brno |
|                             | Detalhes |         | Brno |

## Jogos semifinais

### Decisão do 13º-16º lugar
| 7 de Novembro de 2007 14:00 |          |         |      |
| China                       | 15-17    | Polônia | Brno |
|                             | Detalhes |         | Brno |

| 7 de Novembro de 2007 16:00 |           |                |      |
| África do Sul               | 9-10 (GO) | Estados Unidos | Brno |
|                             | Detalhes  |                | Brno |

### Decisão do 9º-12º
| 7 de Novembro de 2007 18:00 |          |       |      |
| Catalunha                   | 12-10    | Índia | Brno |
|                             | Detalhes |       | Brno |

| 7 de Novembro 2007 20:00 |          |          |      |
| Hungria                  | 17-16    | Alemanha | Brno |
|                          | Detalhes |          | Brno |

### Decisão do 5º-8º lugar
| 8 de Novembro de 2007 14:00 |          |           |      |
| China Taipei                | 21-13    | Austrália | Brno |
|                             | Detalhes |           | Brno |

| 8 de Novembro de 2007 16:00 |          |        |      |
| Inglaterra                  | 9-13     | Rússia | Brno |
|                             | Detalhes |        | Brno |

### Semifinais
| 8 de Novembro de 2007 18:00 |          |         |      |
| Países Baixos               | 22-9     | Chéquia | Brno |
|                             | Detalhes |         | Brno |

| 8 de Novembro de 2007 20:00 |          |          |      |
| Bélgica                     | 19-6     | Portugal | Brno |
|                             | Detalhes |          | Brno |

## Jogos finais
European Bowl
| 9 de Novembro de 2007 13:30 |          |               |      |
| Eslovênia                   | 14-6     | País de Gales | Brno |
|                             | Detalhes |               | Brno |

Decisão do 15º lugar
| 9 de Novembro de 2007 15:15 |            |               |      |
| China                       | 16-17 (GO) | África do Sul | Brno |
|                             | Detalhes   |               | Brno |

Decisão do 13° lugar
| 9 de Novembro de 2007 17:00 |          |                |      |
| Polônia                     | 12-13    | Estados Unidos | Brno |
|                             | Detalhes |                | Brno |

Decisão do 11º lugar
| 9 de Novembro de 2007 18:45 |          |          |      |
| Índia                       | 9-19     | Alemanha | Brno |
|                             | Detalhes |          | Brno |

Decisão do 9° lugar
| 9 de Novembro de 2007 20:30 |            |         |      |
| Catalunha                   | 13-12 (GO) | Hungria | Brno |
|                             | Detalhes   |         | Brno |

Decisão do 7º lugar
| 10 de Novembro de 2007 10:00 |          |            |      |
| Austrália                    | 11-12    | Inglaterra | Brno |
|                              | Detalhes |            | Brno |

Decisão do 5º lugar
| 10 de Novembro de 2007 12:00 |          |        |      |
| China Taipei                 | 13-8     | Rússia | Brno |
|                              | Detalhes |        | Brno |

Decisão do 3° lugar
| 10 de Novembro de 2007 14:00 |          |          |      |
| Chéquia                      | 19-14    | Portugal | Brno |
|                              | Detalhes |          | Brno |

Final
| 10 de Novembro de 2007 16:00 |          |         |      |
| Países Baixos                | 23-10    | Bélgica | Brno |
|                              | Detalhes |         | Brno |

|  | Semifinais           | Semifinais           |    |                       | Final                 | Final |  |
|  |                      |                      |    |                       |                       |       |  |
|  | 8 de Novembro – Brno |                      |    |                       |                       |       |  |
|  | Países Baixos        | 22                   |    |                       |                       |       |  |
|  | Chéquia              | 9                    |    |                       |                       |       |  |
|  |                      |                      |    |                       |                       |       |  |
|  |                      |                      |    |                       | 10 de Novembro – Brno |       |  |
|  |                      |                      |    |                       | Países Baixos         | 23    |  |
|  |                      | Bélgica              | 10 |                       |                       |       |  |
|  |                      |                      |    |                       |                       |       |  |
|  |                      |                      |    |                       |                       |       |  |
|  |                      |                      |    |                       | Terceiro lugar        |       |  |
|  | 8 de Novembro - Brno | 8 de Novembro - Brno |    | 10 de Novembro - Brno | 10 de Novembro - Brno |       |  |
|  | Portugal             | 6                    |    | Chéquia               | 19                    |       |  |
|  | Bélgica              | 19                   |    |                       | Portugal              | 14    |  |

| Campeonato Mundial de Corfebol 2007 |
| ----------------------------------- |
| PAÍSES BAIXOS Campeão (7º título)   |

## Classificação final
| Equipe            | Equipe |
| ----------------- | ------ |
| 1 Países Baixos   |        |
| 2 Bélgica         |        |
| 3 Chéquia         |        |
| 4 Portugal        |        |
| 5 China Taipei    |        |
| 6 Rússia          |        |
| 7 Inglaterra      |        |
| 8 Austrália       |        |
| 9 Catalunha       |        |
| 10 Hungria        |        |
| 11 Alemanha       |        |
| 12 Índia          |        |
| 13 Estados Unidos |        |
| 14 Polônia        |        |
| 15 África do Sul  |        |
| 16 China          |        |